# Tnine Aglou
 (décembre 2015).
Tnine Aglou est une commune rurale de la province de Tiznit, dans la région de Souss-Massa, au Maroc. Elle ne dispose pas de centre urbain mais a pour chef-lieu le village d'Aglou.
La commune rurale de Tnine Aglou est le chef-lieu du caïdat d'Aglou, lui-même situé au sein du cercle de Tiznit.

## Démographie
Elle a connu, de 1994 à 2004 (années des derniers recensements), une hausse de population, passant de 12 829 à 14 632 habitants.

## Administration et politique
Le maire d'aglou est Ouaggag Abdoulah